# Andrée Du Pac
Andrée du Pac, née Gantès, est une artiste-peintre française née à Alger le 16 août 1891 et décédée à Marseille le 15 novembre 1966.

## Biographie
Elle eut pour maîtres Germain-Thill et Francisque Noailly à Alger. Elle fut lauréate de la Bourse Désiré-Gustave Cornuz de la Société des peintres orientalistes français en 1921 et de la Bourse du Gouvernement général d'Algérie en 1931 et 1935. Elle exposa au salon de 1916 à 1942. Il reçut une médaille d'Or en 1940 au Salon des orientalistes français.
Andrée du Pac a été nommée professeur de ronde-bosse à l'École des beaux-arts d'Alger en 1934.

## Œuvres
- Au Musée National des Beaux-Arts d'Alger: Le Bardo.